# Banff (Alberta)

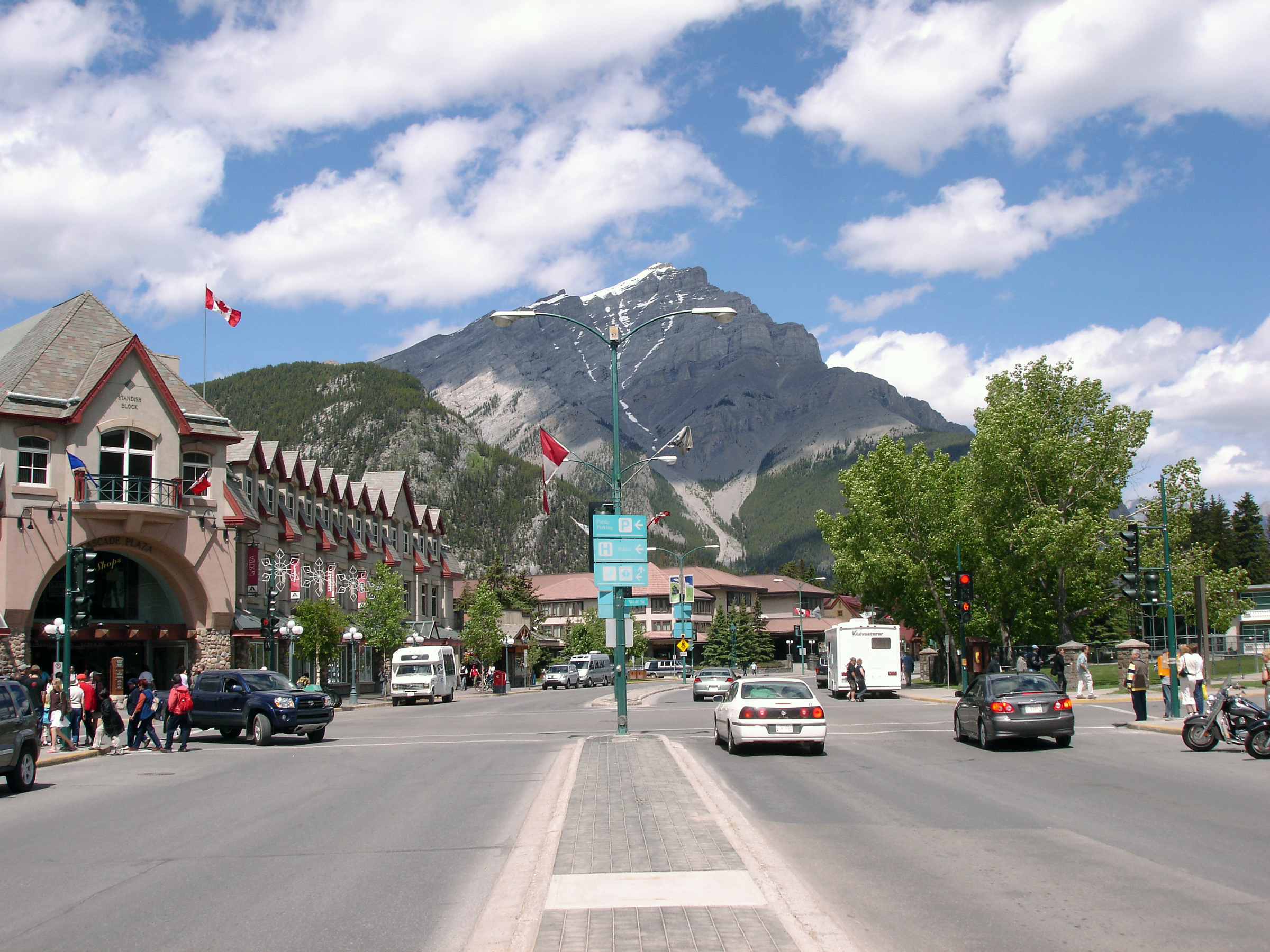
Banff Avenue, la arteria principal de la localidad, llena de comercios, restaurantes y hoteles.

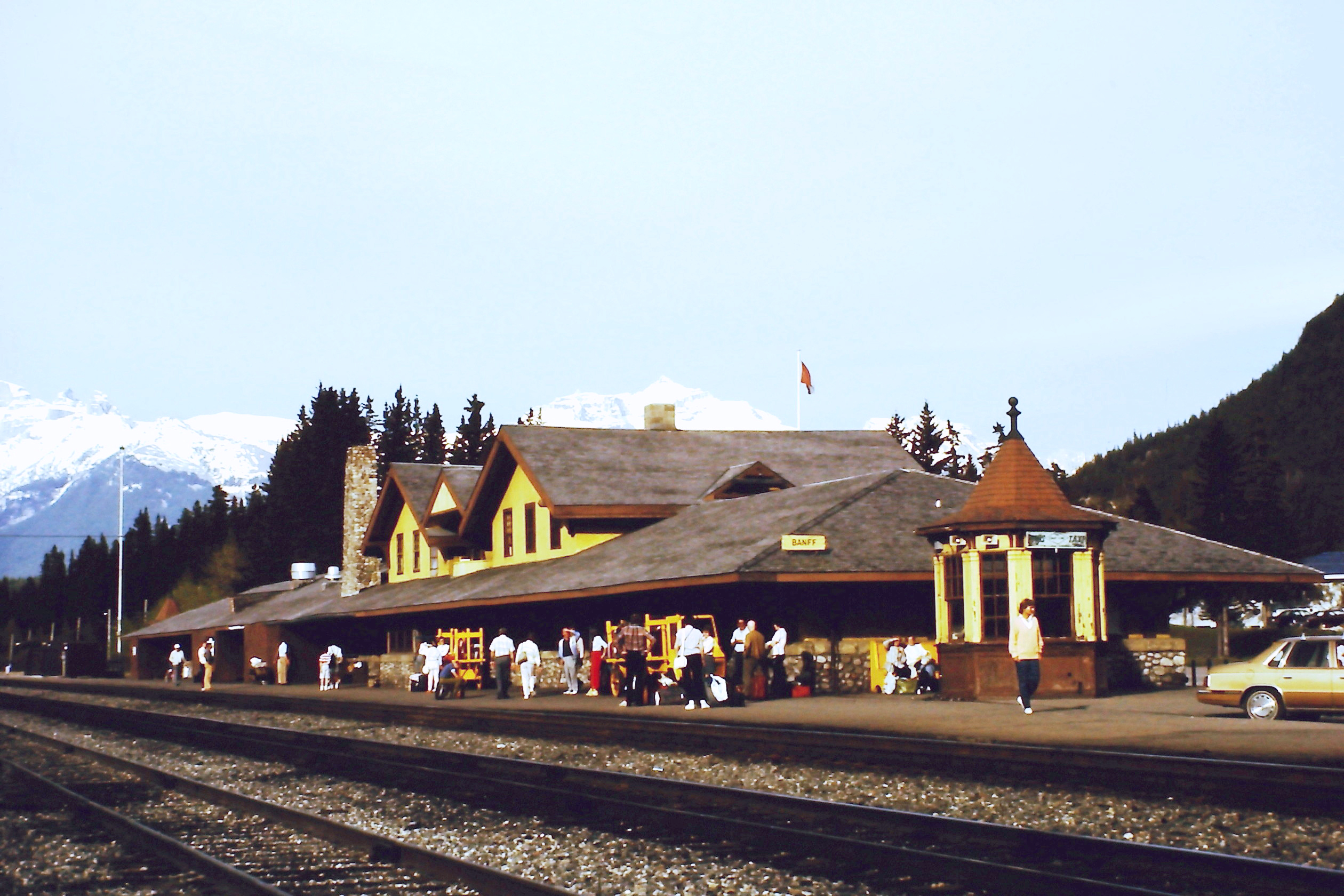
Estación

Banff, en la provincia de Alberta, Canadá, es el pueblo de mayor importancia del parque nacional Banff, en las Montañas Rocosas canadienses.
A pesar de todo, no es un pueblo muy grande, ya que la urbanización está muy controlada y restringida al tratarse de un parque nacional. Cuenta con un número bastante alto de plazas hoteleras.
Muy cerca se encuentra el Monte Buffalo, que recibe su nombre debido a su forma, que recuerda a la silueta de perfil de un bisonte. En la actualidad esta elevación es llamada Monte Túnel (Tunel Mountain) porque se intentó excavar un túnel por debajo, pero finalmente no resultó posible.

## Historia
Banff fue reiterada en la década de 1880, después de que el ferrocarril transcontinental fuera construido a través de Valley Bow. En 1883, tres trabajadores de Ferrocarriles pacíficos canadienses tropezaron con una serie de termas naturales en la ladera de la Montaña del Azufre. En 1885, Canadá estableció una reserva federal de 26 km ² en torno a las aguas termales, y comenzó a promover la zona como un recurso internacional y spa como una forma de apoyar el nuevo ferrocarril. En 1887, la zona de reserva se aumentó a 673 km ² y el nombre "Parque de las Montañas Rocosas". Este fue el comienzo del parque nacional de Canadá de sistema.
La zona de Banff fue nombrado en 1884 por Lord Steven, un exdirector de Canadian Pacific Railway, recordando el nombre de su ciudad natal, Banffshire en Escocia. Canadian Pacific construido una serie de grandes hoteles a lo largo de la línea de tren y la publicidad del Hotel Banff Springs como un lugar turístico internacional.
Banff poblado desarrollado cerca de la estación de ferrocarril como un centro de servicios para los turistas que visitan el parque. Es administrado por el Gobierno de Canadá de sistema de parques nacionales hasta 1990, cuando la ciudad de Banff se convirtió en el único incorporado municipio en un parque nacional de Canadá.
En 1985, las Naciones Unidas declaró al Parque Nacional Banff, como uno de los Parques canadienses de las montañas rocosas, un Patrimonio de la Humanidad. Banff es uno de los destinos turísticos más populares en Canadá.

### Cuestiones contemporáneas
Según el censo municipal de 2007, la población permanente de la ciudad de Banff fue de 8721. Sin embargo, esta cifra incluye una temporada sombra población de más de 1000. El crecimiento de la ciudad en los últimos años ha dado lugar a preocupaciones entre algunos ecologistas que temen que dañará el desierto de los alrededores parque nacional. El gobierno federal ha intentado abordar estas preocupaciones por la restricción en el desarrollo de la ciudad, y obliga a que sólo las personas que puedan demostrar la necesidad de residir. puede tomar hasta la residencia permanente en la comunidad.

## Clima
| Parámetros climáticos promedio de Banff (1981−2010) | Parámetros climáticos promedio de Banff (1981−2010) | Parámetros climáticos promedio de Banff (1981−2010) | Parámetros climáticos promedio de Banff (1981−2010) | Parámetros climáticos promedio de Banff (1981−2010) | Parámetros climáticos promedio de Banff (1981−2010) | Parámetros climáticos promedio de Banff (1981−2010) | Parámetros climáticos promedio de Banff (1981−2010) | Parámetros climáticos promedio de Banff (1981−2010) | Parámetros climáticos promedio de Banff (1981−2010) | Parámetros climáticos promedio de Banff (1981−2010) | Parámetros climáticos promedio de Banff (1981−2010) | Parámetros climáticos promedio de Banff (1981−2010) | Parámetros climáticos promedio de Banff (1981−2010) |
| Mes                                                 | Ene.                                                | Feb.                                                | Mar.                                                | Abr.                                                | May.                                                | Jun.                                                | Jul.                                                | Ago.                                                | Sep.                                                | Oct.                                                | Nov.                                                | Dic.                                                | Anual                                               |
| --------------------------------------------------- | --------------------------------------------------- | --------------------------------------------------- | --------------------------------------------------- | --------------------------------------------------- | --------------------------------------------------- | --------------------------------------------------- | --------------------------------------------------- | --------------------------------------------------- | --------------------------------------------------- | --------------------------------------------------- | --------------------------------------------------- | --------------------------------------------------- | --------------------------------------------------- |
| Temp. máx. abs. (°C)                                | 12.3                                                | 14.7                                                | 20.0                                                | 25.6                                                | 29.4                                                | 37.8                                                | 35.6                                                | 34.8                                                | 31.0                                                | 26.5                                                | 16.5                                                | 12.5                                                | 37.8                                                |
| Temp. máx. media (°C)                               | -3.1                                                | -0.2                                                | 5.2                                                 | 9.7                                                 | 14.7                                                | 18.6                                                | 21.6                                                | 21.6                                                | 16.4                                                | 10.0                                                | 0.1                                                 | -5.2                                                | 9.1                                                 |
| Temp. media (°C)                                    | -7.7                                                | -5.7                                                | -0.7                                                | 3.8                                                 | 8.3                                                 | 12.1                                                | 14.5                                                | 14.3                                                | 9.5                                                 | 4.3                                                 | -4.1                                                | -9.3                                                | 3.3                                                 |
| Temp. mín. media (°C)                               | -12.2                                               | -11.1                                               | -6.6                                                | -2.1                                                | 1.9                                                 | 5.5                                                 | 7.3                                                 | 6.9                                                 | 2.6                                                 | -1.3                                                | -8.1                                                | -13.3                                               | -2.6                                                |
| Temp. mín. abs. (°C)                                | -51.2                                               | -45.0                                               | -40.6                                               | -27.2                                               | -17.8                                               | -3.9                                                | -1.7                                                | -4.5                                                | -16.7                                               | -27.0                                               | -40.6                                               | -48.3                                               | -51.2                                               |
| Precipitación total (mm)                            | 20.4                                                | 17.0                                                | 20.8                                                | 33.6                                                | 62.4                                                | 68.3                                                | 68.0                                                | 61.7                                                | 38.6                                                | 31.9                                                | 25.9                                                | 21.4                                                | 469.9                                               |
| Lluvias (mm)                                        | 2.7                                                 | 2.5                                                 | 3.1                                                 | 14.4                                                | 48.3                                                | 67.3                                                | 67.8                                                | 61.5                                                | 32.9                                                | 15.7                                                | 4.5                                                 | 1.7                                                 | 322.5                                               |
| Nevadas (cm)                                        | 24.2                                                | 20.5                                                | 23.6                                                | 21.6                                                | 15.0                                                | 1.0                                                 | 0.1                                                 | 0.3                                                 | 6.5                                                 | 20.2                                                | 30.8                                                | 27.4                                                | 191.0                                               |
| Días de precipitaciones (≥ 0.2 mm)                  | 9.9                                                 | 9.3                                                 | 9.5                                                 | 11.2                                                | 14.2                                                | 15.9                                                | 16.0                                                | 14.9                                                | 10.1                                                | 9.9                                                 | 10.1                                                | 9.6                                                 | 140.6                                               |
| Días de lluvias (≥ 0.2 mm)                          | 0.87                                                | 1.3                                                 | 1.7                                                 | 5.4                                                 | 12.9                                                | 15.9                                                | 16.0                                                | 14.8                                                | 9.2                                                 | 6.1                                                 | 1.8                                                 | 0.86                                                | 86.8                                                |
| Días de nevadas (≥ 0.2 cm)                          | 9.4                                                 | 8.5                                                 | 8.6                                                 | 7.6                                                 | 3.5                                                 | 0.29                                                | 0.07                                                | 0.21                                                | 2.1                                                 | 5.1                                                 | 9.2                                                 | 9.3                                                 | 64.0                                                |
| Humedad relativa (%)                                | 62.5                                                | 51.4                                                | 43.8                                                | 41.0                                                | 40.5                                                | 39.6                                                | 39.7                                                | 40.4                                                | 43.3                                                | 44.5                                                | 61.7                                                | 66.0                                                | 47.9                                                |
| Fuente: Environment Canada                          |                                                     |                                                     |                                                     |                                                     |                                                     |                                                     |                                                     |                                                     |                                                     |                                                     |                                                     |                                                     |                                                     |

## Lugares de interés
Hay una serie de montañas populares situadas inmediatamente al poblado adyacente. Entre ellas destacan el Monte Rundle (2.949 m), la Montaña Cascada (2.998 m) y el Monte Norquay (2.134 m), que tiene una pista de esquí, así como senderos para practicar ciclismo de montaña en la Stoney Squaw. La telecabina está disponible para ascender a la Montaña del Azufre (2.281 m / 7.484 pies), en donde un malecón que sale de la parte superior de la terminal lleva a los visitantes a Sanson Peak. La Montaña de Azufre es también una de las atracciones más populares de Banff por encontrarse allí las Termas de Banff superior.
El lago Minnewanka, ubicado a seis minutos al norte de la ciudad, es una zona de uso diurno, que ofrece una gran variedad de actividades. En esta parte del parque se permite el ciclismo de montaña, el senderismo y la pesca. En el puerto deportivo se puede embarcar en un crucero por el lago, alquilar lanchas a motor, almorzar en la orilla...
El Túnel de la Montaña (anteriormente conocido como Buffalo de Montaña) (1.690 m) se encuentra en el poblado y es muy popular para caminatas rápidas, se puede alcanzar la cima en menos de media hora. Recibió el nombre del Túnel de Montaña, porque los inspectores inicialmente querían hacer un túnel para la Canadian Pacific Railway a través de la montaña, en lugar de seguir el Bow River Valley.
En Banff se organizan el conocido Festival Mundial de la Televisión de Banff, el Festival de Cine de Montaña de Banff y el Festival de Música de las Montañas Rocosas.
| Predecesor: París | Sede de las Sesiones del Comité del Patrimonio de la Humanidad 1990 | Sucesor: Sitio arqueológico de Cartago |